# ユーロビジョン・ソング・コンテスト2022
ユーロビジョン・ソング・コンテスト2022こと第66回ユーロビジョン・ソング・コンテスト（英語: Eurovision Song Contest 2022、フランス語: Concours Eurovision de la chanson 2022）は、2022年5月にイタリアのトリノで開催されたユーロビジョン・ソング・コンテストである。オランダのロッテルダムで開催された2021年大会でイタリア代表のマネスキンが優勝したことにより、イタリアが2022年大会の主催権を獲得した。本大会はパラスポーツ・オリンピコを会場とし、準決勝は5月10日と12日に、決勝は5月14日に行われた。
本大会には、アルメニアとモンテネグロが復帰し、前回大会に出場したロシアを除く40か国が参加した。
大会の結果、ウクライナの6人組ヒップホップグループ、カールシュ・オーケストラの「Stefania」が優勝した。ウクライナの優勝は、2016年大会以来6年ぶり3回目である。視聴者票の得点は439点で、これは2017年大会で優勝したポルトガルのサルヴァドール・ソブラルが獲得した376点を上回る最高得点である。
2021年大会で現行の投票システムになってから初めて無得点という屈辱を味わったイギリスは、審査員票で1位となり、視聴者票を含めた得点で2位に入った。イギリスが2位に入ったのは1998年大会以来24年ぶりである。一方、2019年大会と2021年大会でいずれも25位と低迷しているドイツは、審査員票で無得点となるなど2016年大会以来の最下位に終わった。

## 開催地
イタリアでの開催が明確になった時点から、多くの都市が開催地としての意欲を示したため、イタリア放送協会（RAI）と欧州放送連合（EBU）は2021年7月7日に開催都市としての条件を発表した。
- 開催都市の周辺には90分以内に到着できる国際空港がある。
- 開催施設の周辺のホテルには2000以上の客室が確保できる。
- 開催施設は以下の条件を満たさなければならない。
  - 空調設備が付く屋内にあり、周辺とは明確に隔たっている。
  - メインホールで約8000〜10000人の観客を収容できる（ユーロビジョン・ソング・コンテストの特性を考慮すると、通常のコンサートの最大収容人数の70％に相当する）。
  - セットを収容する能力と、高レベルの放送を行うための必要なすべての要件を備えるメインホールを有する。
  - メインホールに簡単にアクセスできる十分なスペースがあり、報道陣専用のスペース、代表団のスペース、更衣室、アーティスト待機用のスペース、スタッフ用のスペース、接客のスペース、観客向けのスペースなどの区割りを実現できる。
  - ユーロビジョン・ソング・コンテストのある週の7週間前から終了後の1週間までは、主催者が独占的に利用できる。

2021年7月13日、イタリア放送協会はボローニャ、ジェノバ、フィレンツェ、ミラノ、ローマ、トリノ、トリエステ、アレッサンドリア、マテーラ、ペーザロ、リミニ、ビテルボ、アチレアーレ、ベルティノーロ・ディ・ロマーニャ、イェーゾロ、パラッツォーロ・アクレイデ、サンレーモの計17都市が出願したことを発表した。8月4日、候補地はアチレアーレ、アレッサンドリア、ボローニャ、ジェノバ、ミラノ、パラッツォーロ・アクレイデ、ペーザロ、リミニ、ローマ、サンレーモ、トリノの11都市に絞られた。8月24日にはさらにボローニャ、ミラノ、ペーザロ、リミニ、トリノの5都市に絞られた。
2021年10月8日、開催地がトリノのパラスポーツ・オリンピコに選定された。決勝は5月14日に決められた。

## 出場国

準決勝1に参加
準決勝1で投票
準決勝2に参加
準決勝2で投票

アルメニアとモンテネグロは復帰。
過去に参加歴のあるアンドラ、スロバキア、ルクセンブルク、モナコ、ボスニア・ヘルツェゴビナは不参加を表明した。また、ベラルーシは欧州放送連合の会員資格停止により出場できなくなり、ロシアもウクライナに対する侵攻により、欧州放送連合から脱退し出場できなくなった。

### 準決勝の組分け
2022年1月25日にトリノのマダーマ宮殿で開催。
| 1組                                                                             | 2組                                                                                     | 3組                                                                             |
| ------------------------------------------------------------------------------- | --------------------------------------------------------------------------------------- | ------------------------------------------------------------------------------- |
| - アルバニア - クロアチア - モンテネグロ - 北マケドニア - セルビア - スロベニア | - オーストラリア - デンマーク - フィンランド - アイスランド - ノルウェー - スウェーデン | - アルメニア - アゼルバイジャン - ジョージア - イスラエル - ロシア - ウクライナ |
| 4組                                                                             | 5組                                                                                     | 6組                                                                             |
| - ブルガリア - キプロス - ギリシャ - マルタ - ポルトガル - サンマリノ           | - エストニア - ラトビア - リトアニア - モルドバ - ポーランド - ルーマニア               | - オーストリア - ベルギー - チェコ - アイルランド - オランダ - スイス           |

### ポストカード
各国のポストカードは「レオ」というドローンがイタリア各地を飛び回し、参加アーティストの映像を放映する形である。
| 国               | 撮影地                                               |
| ---------------- | ---------------------------------------------------- |
| アルバニア       | バルーミニ                                           |
| アルメニア       | マルモレの滝                                         |
| オーストラリア   | トレント・ロヴェレート近現代美術館                   |
| オーストリア     | ミラマーレ城                                         |
| アゼルバイジャン | ヴァレンナ                                           |
| ベルギー         | ペルージャ                                           |
| ブルガリア       | カステル・デル・モンテ                               |
| クロアチア       | グリンツァーネ・カヴール                             |
| キプロス         | チェルヴィーノ山                                     |
| チェコ           | カゼルタ                                             |
| デンマーク       | プローチダ                                           |
| エストニア       | サンタンブロージョ・ディ・トリーノの聖ミカエル修道院 |
| フィンランド     | タルヴィージオのフジーネ湖                           |
| フランス         | カヴール運河                                         |
| ジョージア       | ブラーノ                                             |
| ドイツ           | トリノのリンゴット                                   |
| ギリシャ         | セリヌス                                             |
| アイスランド     | コルティーナ・ダンペッツォ                           |
| アイルランド     | マテーラ                                             |
| イスラエル       | チンクエ・テッレのマナローラ                         |
| イタリア         | トリノのモーレ・アントネリアーナ                     |
| ラトビア         | メラーノ                                             |
| リトアニア       | ベルガモ                                             |
| マルタ           | キウズディーノの聖ガルガーノ大修道院                 |
| モルドバ         | ウルビーノ                                           |
| モンテネグロ     | コーネロ山                                           |
| オランダ         | ラヴェンナ                                           |
| 北マケドニア     | オロゼイ湾沿岸のドルガーリのカーラ・ルーナ           |
| ノルウェー       | スカンノ湖                                           |
| ポーランド       | レアルモンテのスカーラ・デイ・トゥルキ               |
| ポルトガル       | ジェノヴァ                                           |
| ルーマニア       | イーゾラ・ディ・カーポ・リッツートのレ・カステッラ   |
| サンマリノ       | ローマ                                               |
| セルビア         | ロッカ・カラーショ                                   |
| スロベニア       | チヴィタ・ディ・バーニョレージョ                     |
| スペイン         | アラーニャ・ヴァルセージア                           |
| スウェーデン     | リミニ                                               |
| スイス           | テルモリ                                             |
| ウクライナ       | フィレンツェ                                         |
| イギリス         | オルタ・サン・ジューリオ                             |

## 参加者と結果
2021年大会と同じく新型コロナウイルス感染症の流行下での開催であるため、バッキングボーカルの事前録音が許可されるようになった。

### 再出場のアーティスト
ブルガリア代表のインテリジェント・ミュージック・プロジェクトのメンバーであるストヤン・ヤンクロフは、エリツァ・トドロヴァ & ストヤン・ヤンクロフとして2007年大会と2013年大会に参加している。モルドバ代表のズドブ・シ・ズドゥブ & アドバホフ兄弟として出場するズドブ・シ・ズドゥブは、2005年大会と2011年大会に当該バンド単独で参加している。イタリア代表のマフムード & ブランコとして出場するマフムードは、ソロアーティストとして2019年大会に参加している。ウクライナ代表のカールシュ・オーケストラのメンバーであるイホール・ディデンチュクは、ゴー・エーのメンバーとして出場した2021年大会に続いて2年連続での出場を果たしている。
さらに、デンマーク代表のレッディのメンバーでドラム担当のイーハン・ハイダーは、2012年大会に出場したソルーナ・サマイのバックバンドメンバーとして参加している。

### 準決勝1
2022年5月10日21:00（CEST）に開催。準決勝1には17か国が出場し、10か国が決勝に進出した。出場国以外にイタリアとフランスは投票に参加した。
ロシアは撤退前、くじ引きで準決勝1の後半に決められた。
| 登場順 | 国           | アーティスト                                                           | 楽曲                    | 言語               | 順位 | 得点 | 得点   | 得点   |
| 登場順 | 国           | アーティスト                                                           | 楽曲                    | 言語               | 順位 | 合計 | 審査員 | 視聴者 |
| ------ | ------------ | ---------------------------------------------------------------------- | ----------------------- | ------------------ | ---- | ---- | ------ | ------ |
| 01     | アルバニア   | ロネラ・ハヤティ Ronela Hajati                                         | Sekret                  | アルバニア語、英語 | 12   | 58   | 12     | 46     |
| 02     | ラトビア     | ツィティ・ゼーニ Citi Zēni                                             | Eat Your Salad          | 英語               | 14   | 55   | 39     | 16     |
| 03     | リトアニア   | モニカ・リウ Monika Liu                                                | Sentimentai             | リトアニア語       | 7    | 159  | 56     | 103    |
| 04     | スイス       | マリウス・ベア Marius Bear                                             | Boys Do Cry             | 英語               | 9    | 118  | 107    | 11     |
| 05     | スロベニア   | ラスト・ピザ・スライス Last Pizza Slice                                | Disko                   | スロベニア語       | 17   | 15   | 7      | 8      |
| 06     | ウクライナ   | カールシュ・オーケストラ Kalush Orchestra                              | Stefania (Стефанія)     | ウクライナ語       | 1    | 337  | 135    | 202    |
| 07     | ブルガリア   | インテリジェント・ミュージック・プロジェクト Intelligent Music Project | Intention               | 英語               | 16   | 29   | 11     | 18     |
| 08     | オランダ     | S10                                                                    | De diepte               | オランダ語         | 2    | 221  | 142    | 79     |
| 09     | モルドバ     | ズドブ・シ・ズドゥブ & アドバホフ兄弟 Zdob și Zdub & Frații Advahov    | Trenulețul              | ルーマニア語、英語 | 8    | 154  | 19     | 135    |
| 10     | ポルトガル   | マロ Maro                                                              | Saudade, saudade        | 英語、ポルトガル語 | 4    | 208  | 121    | 87     |
| 11     | クロアチア   | ミア・ディムシチ Mia Dimšić                                            | Guilty Pleasure         | 英語、クロアチア語 | 11   | 75   | 42     | 33     |
| 12     | デンマーク   | レッディ Reddi                                                         | The Show                | 英語               | 13   | 55   | 35     | 20     |
| 13     | オーストリア | ルミックス feat. ピア・マリア LUM!X feat. Pia Maria                    | Halo                    | 英語               | 15   | 42   | 6      | 36     |
| 14     | アイスランド | シスチュル Systur                                                      | Með hækkandi sól        | アイスランド語     | 10   | 103  | 64     | 39     |
| 15     | ギリシャ     | アマンダ・テンフィヨルド Amanda Tenfjord                               | Die Together            | 英語               | 3    | 211  | 151    | 60     |
| 16     | ノルウェー   | サブウルファー Subwoolfer                                              | Give That Wolf a Banana | 英語               | 6    | 177  | 73     | 104    |
| 17     | アルメニア   | ロザ・リン Rosa Linn                                                   | Snap                    | 英語               | 5    | 187  | 82     | 105    |

### 準決勝2
2022年5月12日21:00（CEST）に開催。準決勝2には18か国が出場し、10か国が決勝に進出した。出場国以外にドイツ、スペインとイギリスは投票に参加した。
| 登場順 | 国               | アーティスト                               | 楽曲            | 言語                 | 順位 | 得点 | 得点   | 得点   |
| 登場順 | 国               | アーティスト                               | 楽曲            | 言語                 | 順位 | 合計 | 審査員 | 視聴者 |
| ------ | ---------------- | ------------------------------------------ | --------------- | -------------------- | ---- | ---- | ------ | ------ |
| 01     | フィンランド     | ザ・ラスマス The Rasmus                    | Jezebel         | 英語                 | 7    | 162  | 63     | 99     |
| 02     | イスラエル       | マイケル・ベン・ダヴィド Michael Ben David | I.M             | 英語                 | 13   | 61   | 34     | 27     |
| 03     | セルビア         | コンストラクタ Konstrakta                  | In corpore sano | セルビア語、ラテン語 | 3    | 237  | 63     | 174    |
| 04     | アゼルバイジャン | ナディル・リュスタムリ Nadir Rüstamli      | Fade to Black   | 英語                 | 10   | 96   | 96     | 0      |
| 05     | ジョージア       | サーカス・マーカス Circus Mircus           | Lock Me In      | 英語                 | 18   | 22   | 13     | 9      |
| 06     | マルタ           | エマ・ムスカット Emma Muscat               | I Am What I Am  | 英語                 | 16   | 47   | 27     | 20     |
| 07     | サンマリノ       | アキレ・ラウロ Achille Lauro               | Stripper        | イタリア語、英語     | 14   | 50   | 21     | 29     |
| 08     | オーストラリア   | シェルドン・ライリー Sheldon Riley         | Not the Same    | 英語                 | 2    | 243  | 169    | 74     |
| 09     | キプロス         | アンドロマケー Andromache                  | Ela (Έλα)       | 英語、ギリシア語     | 12   | 63   | 9      | 54     |
| 10     | アイルランド     | ブルーク Brooke Scullion                   | That's Rich     | 英語                 | 15   | 47   | 12     | 35     |
| 11     | 北マケドニア     | アンドレア Andrea Koevska                  | Circles         | 英語                 | 11   | 76   | 56     | 20     |
| 12     | エストニア       | ステファン Stefan Airapetjan               | Hope            | 英語                 | 5    | 209  | 113    | 96     |
| 13     | ルーマニア       | WRS                                        | Llámame         | 英語                 | 9    | 118  | 18     | 100    |
| 14     | ポーランド       | オフマン Krystian Ochman                   | River           | 英語                 | 6    | 198  | 84     | 114    |
| 15     | モンテネグロ     | ウラダーナ Vladana Vučinić                 | Breathe         | 英語、イタリア語     | 17   | 33   | 11     | 22     |
| 16     | ベルギー         | ジェレミ・マキェセ Jérémie Makiese         | Miss You        | 英語                 | 8    | 151  | 105    | 46     |
| 17     | スウェーデン     | コルネリア・ヤコブス Cornelia Jakobs       | Hold Me Closer  | 英語                 | 1    | 396  | 222    | 174    |
| 18     | チェコ           | ウィー・アー・ドーミ We Are Domi           | Lights Off      | 英語                 | 4    | 227  | 102    | 125    |

### 決勝
| 登場順 | 国               | アーティスト                                                        | 楽曲                    | 言語                 | 順位 | 得点 | 得点   | 得点   |
| 登場順 | 国               | アーティスト                                                        | 楽曲                    | 言語                 | 順位 | 合計 | 審査員 | 視聴者 |
| ------ | ---------------- | ------------------------------------------------------------------- | ----------------------- | -------------------- | ---- | ---- | ------ | ------ |
| 01     | チェコ           | ウィー・アー・ドーミ We Are Domi                                    | Lights Off              | 英語                 | 22   | 38   | 33     | 5      |
| 02     | ルーマニア       | WRS                                                                 | Llámame                 | 英語                 | 18   | 65   | 12     | 53     |
| 03     | ポルトガル       | マロ Maro                                                           | Saudade, saudade        | 英語、ポルトガル語   | 9    | 207  | 171    | 36     |
| 04     | フィンランド     | ザ・ラスマス The Rasmus                                             | Jezebel                 | 英語                 | 21   | 38   | 12     | 26     |
| 05     | スイス           | マリウス・ベア Marius Bear                                          | Boys Do Cry             | 英語                 | 17   | 78   | 78     | 0      |
| 06     | フランス         | アルヴァン & アヘズ Alvan & Ahez                                    | Fulenn                  | ブルトン語           | 24   | 17   | 9      | 8      |
| 07     | ノルウェー       | サブウルファー Subwoolfer                                           | Give That Wolf a Banana | 英語                 | 10   | 182  | 36     | 146    |
| 08     | アルメニア       | ロザ・リン Rosa Linn                                                | Snap                    | 英語                 | 20   | 61   | 40     | 21     |
| 09     | イタリア         | マフムード & ブランコ Mahmood & Blanco                              | Brividi                 | イタリア語           | 6    | 268  | 158    | 110    |
| 10     | スペイン         | チャネル Chanel Terrero                                             | SloMo                   | スペイン語、英語     | 3    | 459  | 231    | 228    |
| 11     | オランダ         | S10                                                                 | De diepte               | オランダ語           | 11   | 171  | 129    | 42     |
| 12     | ウクライナ       | カールシュ・オーケストラ Kalush Orchestra                           | Stefania (Стефанія)     | ウクライナ語         | 1    | 631  | 192    | 439    |
| 13     | ドイツ           | マリク・ハリス Malik Harris                                         | Rockstars               | 英語                 | 25   | 6    | 0      | 6      |
| 14     | リトアニア       | モニカ・リウ Monika Liu                                             | Sentimentai             | リトアニア語         | 14   | 128  | 35     | 93     |
| 15     | アゼルバイジャン | ナディル・リュスタムリ Nadir Rüstamli                               | Fade to Black           | 英語                 | 16   | 106  | 103    | 3      |
| 16     | ベルギー         | ジェレミ・マキェセ Jérémie Makiese                                  | Miss You                | 英語                 | 19   | 64   | 59     | 5      |
| 17     | ギリシャ         | アマンダ・テンフィヨルド Amanda Tenfjord                            | Die Together            | 英語                 | 8    | 215  | 158    | 57     |
| 18     | アイスランド     | シスチュル Systur                                                   | Með hækkandi sól        | アイスランド語       | 23   | 20   | 10     | 10     |
| 19     | モルドバ         | ズドブ・シ・ズドゥブ & アドバホフ兄弟 Zdob și Zdub & Frații Advahov | Trenulețul              | ルーマニア語、英語   | 7    | 253  | 14     | 239    |
| 20     | スウェーデン     | コルネリア・ヤコブス Cornelia Jakobs                                | Hold Me Closer          | 英語                 | 4    | 438  | 258    | 180    |
| 21     | オーストラリア   | シェルドン・ライリー Sheldon Riley                                  | Not the Same            | 英語                 | 15   | 125  | 123    | 2      |
| 22     | イギリス         | サム・ライダー Sam Ryder                                            | Space Man               | 英語                 | 2    | 466  | 283    | 183    |
| 23     | ポーランド       | オフマン Krystian Ochman                                            | River                   | 英語                 | 12   | 151  | 46     | 105    |
| 24     | セルビア         | コンストラクタ Konstrakta                                           | In corpore sano         | セルビア語、ラテン語 | 5    | 312  | 87     | 225    |
| 25     | エストニア       | ステファン Stefan Airapetjan                                        | Hope                    | 英語                 | 13   | 141  | 43     | 98     |

## 事件

### ロシアのウクライナ侵攻による影響

#### ウクライナの国内予選
ウクライナの国内予選は2022年2月12日に開催し、アリーナ・パシュを代表として選出した。しかし、彼女は過去にロシア占領下のクリミアに渡航したことが発覚したため、同月16日に棄権を表明した。2月22日、次点のカールシュ・オーケストラが代わりに選出された。

#### ロシアの出場停止
ロシアによるウクライナ侵攻当日の2月24日、ウクライナ国営テレビ（UA:PBC）が欧州放送連合に対し、全ロシア国営テレビ・ラジオ放送会社とロシア第一チャンネル両放送局の会員資格の剥奪を求めていた。その後、主催側はロシアにもウクライナにも参加資格があると表明したが、これに対し、北欧を中心とした国の放送局および参加者らが異議を示した。2月25日、欧州放送連合は今回のロシアの参加を取り止めると表明した。

#### ウクライナ代表の参加
ロシアによるウクライナ侵攻によりウクライナでは、18歳から60歳の男性の出国を原則禁止する総動員令が出されており、男性からなるカールシュ・オーケストラのメンバーの出国の可能性が疑問視されていたが、4月2日のUA:PBCの発表によると特例的に出国の許可が得られた。

#### 親ロシア派によるサイバー攻撃
2022年5月11日、イタリアのいくつかのサイトが親ロシア派のハッカー集団『キルネット』のサイバー攻撃により被害を受け、ユーロビジョン・ソング・コンテスト関連のサイトもその対象になっていた。ホームページと投票プラットフォームには影響がなかったと見られる。

### イスラエルの撤退示唆
2022年4月12日、イスラエルの放送局・イスラエル公共放送協会（KAN）はイスラエル総保安庁のメンバーがストライキを行なっていたため、イスラエル代表の安全を保証することができないとして撤退を示唆した。しかし、同月末にイスラエル公共放送協会はイスラエル総保安庁と協定を結んでいたため、出場可能になった。

### 舞台設備の不具合
この大会で舞台全体は「昇る太陽」のテーマを取っており、太陽の部分はもともと動けるようにデザインされたが、リハーサルの段階で太陽がモーターの不具合によりうまく動けなくなった。

### 北マケドニアの国旗
5月8日の「ターコイズ・カーペット」イベントで、北マケドニア代表のアンドレア・コエフスカは写真を撮る時、ポーズを取るために手持ちの北マケドニアの国旗を投げた。これに対し、同国のEBU加盟放送局マケドニアラジオ・テレビは非難声明を出し、アンドレアの行為は法律違反とし、撤退の可能性も示唆した。アンドレアは翌日に謝罪のビデオを公表した。

### 投票の結果
準決勝2でのアゼルバイジャン、ジョージア、モンテネグロ、ポーランド、ルーマニア、サンマリノの6カ国の審査員による投票の結果はEBUにより「不規則な投票パターン」に分類されたためすべて却下され、代わりに同様な投票履歴を持つ国々の投票パターンから類推した結果を使った。ベルギーのフラマン語放送局VRTによると、これらの国の放送局は互いに高得点を与えるという事前協定を結んだことがリークされた。
決勝でも「技術的な原因」により、アゼルバイジャン、ジョージア、ルーマニアの3カ国の審査員による投票の結果は現地からの発表ではなく、総監督のマルティン・オステルダールにより発表された。しかし、発表された結果は現地の審査員による投票の結果とは違うと見られる。ルーマニアの審査員はもともと12点をモルドバに、ジョージアとアゼルバイジャンの審査員はもともと12点をウクライナに与えたが、現場での発表はルーマニアの12点がウクライナに、ジョージアとアゼルバイシャンの12点がイギリスにそれぞれ与えた。このため、これらの国とモンテネグロの放送局はEBUに事情の説明を求めた。
5月19日、EBU側は詳細な調査結果を発表した。

### 司会者の不在
各国の審査員投票を発表した時に、司会者のラウラ・パウジーニは約20分間欠席した。そのため、投票の進行とグリーンルームでの歌手へのインタビューはアレッサンドロ・カッテランとミーカの2人が担当するようになった。パウジーニはのち、SNSで低血圧により医者のアドバイスで休憩をとったと説明した。